# 手風琴在路上
《手風琴在路上》是由台灣導演賀照緹所執導拍攝的一部紀錄片，本片遠赴捷克、波蘭、巴西、阿根廷進行拍攝，是一部音樂紀錄片。

## 外部連結
- . Taiwan Docs紀錄片資料庫.[永久]